# Danuta Sławińska
Danuta Maria Sławińska z d. Szpilewska (ur. 11 maja 1935 w Turczynie, zm. 2 lipca 2007 w Tarnowie Podgórnym) – polska profesor nauk przyrodniczych w zakresie biofizyki, nauczyciel akademicki.

## Wykształcenie
Po wojnie wraz z rodzicami przeniosła się do Ostródy, gdzie ukończyła szkołę podstawową i liceum ogólnokształcące. Po maturze w 1952 podjęła studia na kierunku fizyka na Wydziale Matematyki, Fizyki i Chemii Uniwersytetu Mikołaja Kopernika w Toruniu. Pracę magisterską Badanie wydajności kwantowej fluorescencji fluoresceiny przy wzbudzeniu antystokesowskim wykonała pod kierunkiem dr Danuty Frąckowiak, na podstawie której w 1956 otrzymała dyplom magistra fizyki. W 1966 została doktorem nauk przyrodniczych na podstawie dysertacji dotyczącej mechanizmów chemiluminescencji kwasu galusowego, obronionej na Wydziale Matematyczno-Fizyczno-Chemicznym Uniwersytetu Łódzkiego. Stopień naukowy doktora habilitowanego nadał jej Instytut Biologii Stosowanej Akademii Rolniczej w Poznaniu (1973) na podstawie rozprawy naukowej Chemiluminescencja w procesach powstawania i degradacyjnego utleniania kwasów humusowych oraz jej zastosowania analityczne. Tytuł naukowy profesora nauk przyrodniczych otrzymała 15 czerwca 1990.

## Praca naukowo-dydaktyczna
Bezpośrednio po studiach została zatrudniona jako asystent naukowo-dydaktyczny w Zakładzie Fizyki Wyższej Szkoły Rolniczej (późniejszej Akademii Rolniczej) w Szczecinie. Zajmowała się organizacją pracowni dydaktycznych oraz kontynuowała badania z zakresu fotoluminescencji i spektroskopii molekularnej.
Wspólnie z mężem Januszem Sławińskim prowadziła badania naukowe nad mało wówczas znanym zjawiskiem chemiluminescencji związków polifenolowych, kwasów humusowych, niektórych makrocząsteczek takich jak melanina, taniny, białka hemowe, a także grzybów. Badania te zaowocowały szeregiem oryginalnych publikacji naukowych. Szczególnie cenna była pionierska praca opublikowana w prestiżowym czasopiśmie „Nature”, dotycząca chemiluminescencji kwasów humusowych.
Po doktoracie w 1966 przeniosła się do Instytutu Fizyki Politechniki Szczecińskiej, gdzie zorganizowała zespół badaczy zajmujący się chemiluminescencją polifenoli i substancji humusowych. Wraz ze współpracownikami opracowała szereg analitycznych metod chemiluminescencyjnych, pomocnych w ocenie zdolności antyutleniających oraz odporności na promieniowanie substancji humusowych i w oznaczaniu białek i tanin. Nowatorskość tych badań została doceniona również w środowisku zagranicznym, co spowodowało, że otrzymała liczne zaproszenia na wyjazdy na konferencje i staże zagraniczne. Na zaproszenie Uniwersytetu Georgia w Athens (USA) wyjechała na miesięczny pobyt, gdzie uczestniczyła w Międzynarodowej Konferencji na temat chemiluminescencji i poznała również inne ośrodki zajmujące się tym zagadnieniem. W ramach współpracy naukowej w 1974 odbyła staż w Katedrze Fizyko-Chemii Biologicznej Uniwersytetu Goethego we Frankfurcie nad Menem. W sierpniu 1974 wyjechała na roczny staż na Uniwersytecie J. Hopkinsa w Baltimore (USA), gdzie jako associate profesor prowadziła w pracowni prof. Seligera badania chemiluminescencji reakcji rodnikowych o znaczeniu biologicznym i istotnych w ochronie środowiska. Po powrocie do kraju tematyka jej prac skupiła się wokół chemiluminescencji, tlenu singletowego oraz zastosowań metod chemiluminescencyjnych w analizie chemicznej oraz biofizyce.
W listopadzie 1976 przeniosła się do Poznania, gdzie pracowała na stanowisku docenta w Katedrze Fizyki tamtejszej Akademii Rolniczej. Kontynuowała dotychczasową tematykę badań naukowych, poszerzoną o antyutleniające właściwości lipidów z nasion roślin oleistych. Wyniki prac własnych i współpracowników przedstawiała na wielu konferencjach krajowych i zagranicznych odbywających się m.in. w Szwecji, Kanadzie, Brazylii, Francji, Włoszech, Japonii i Chinach. Była promotorem dwóch prac doktorskich obronionych na Uniwersytecie Jagiellońskim.
W latach 1981–1983 przebywała jako visiting professor na Uniwersytecie Stanowym Georgii w Athens (USA), pracując nad zagadnieniami chemiluminescencji układów biologicznych z udziałem tlenu singletowego i jej zastosowań analitycznych. W 1985 wyjechała na półroczny staż naukowy na Uniwersytecie Kaiserslautern, gdzie wraz z profesorem Naglem i docentem Poppem badała zastosowanie chemiluminescencji do analizy lekarstw i produktów spożywczych. W 1990 przez 3 tygodnie w ramach prestiżowego Biophoton Project prowadziła wykłady w Sendai (Japonia). W 1998 przez 3 miesiące przebywała jako visiting proffessor na Uniwersytecie Rzymskim. Od 2000 brała udział jako wykładowca w Konferencjach International School of Quantum Electronics organizowanych przez NATO Centre for Scientific and Culture. Wspólnie z mężem Januszem Sławińskim odbyła kilkuletnie staże naukowe w Uniwersytecie San Paulo w Brazylii, we włoskim Uniwersytecie w Katanii oraz w Centrum Badawczym Inaba Biofoton w Sendai (Japonia).
W macierzystej uczelni była kierownikiem czterech 3-letnich projektów badawczych, dwóch grantów KBN oraz grantów uczelnianych.
W ramach działalności dydaktycznej prowadziła wykłady z fizyki i biofizyki na wszystkich kierunkach studiów dziennych i zaocznych.
Prof. Danuta Sławińska aktywnie działała w wielu towarzystwach naukowych polskich i zagranicznych, m.in. w Polskim Towarzystwie Fizycznym, Polskim Towarzystwie Biofizycznym, Polskim Towarzystwie Badań Radiacyjnych, American Photobioloy Society, European Photobiological Society. Była członkiem komitetu redakcyjnego międzynarodowego czasopisma „Laser & Technology”.
Prof. Danuta Sławińska opublikowała ponad 160 oryginalnych prac naukowych, 14 książek oraz 1 podręcznik.
Na emeryturę przeszła w roku 2005, nadal pracując jako promotor dwóch doktorantów.

## Wybrane publikacje
- The use of chemiluminescence of gallic acid and pyrogallol for analytical purposes. I. Determination of gallic acid and pyrogallol. „Chemia Anal.” 1965, 10, s. 77–84 (wsp. J. Sławiński)
- Chemiluminescence of humic acid. „Nature” 1967, 213, s. 902–903, 1967 (wsp. J. Sławiński)
- Zastosowanie chemiluminescencji w fazie ciekłej do analizy gleby. II. Kwantometryczna kontrola szybkości utleniania substancji organicznej gleb podczas ekstrakcji. „Rocz. Gleb.” 1973, 20, 4, 2, s. 495–518 (wsp. J. Sławiński)
- Chemiluminescence and teh formation of singlet oxygen in the oxidation of certain polyphenols and quinones. „Photoch. Photobiol.” 1978, 28(4-5), s. 453–458
- Chemiluminescence during photooxidation of melanins and soil humic acids arising from a singlet oxygen mechanism. „Photoch. Photobiol.” 1978, 28(4-5), s. 459–463 (wsp. W. Puzyna, J. Sławiński)
- Sensitized chemiluminescence of coumarins as a possible component of plants ultraweak luminescence. „J. Luminesc.”, 40-41, s. 262–263 (wsp. J. Sławiński)
- The stress–induced electromagnetic emission from biosystems: chemiluminescence response of plants to mechanical and chemical damage. „Bioelectroch. Bioenerg.” 1992, 343, s. 483–488 (wsp. J. Sławiński, K. Polewski)
- The stress-induced electromagnetic emission from biosystems: chemiluminescence response of plants to mechanical and chemical damage. „J. Electroanal. Chem.”, 1992, 343(3), s. 483–488 (wsp. J. Sławiński, K. Polewski)
- Chemiluminescence of cereal products II. Chemiluminescence spectra. „Luminescence” 1998, 13(1), s. 13–19 (wsp. J. Sławiński)
- Chemiluminescence imaging of oxidative changes in plant food. „Polish J. Food Nutr. Sci.” 1998, 7, 2, s. 67–72 (wsp. J. Sławiński, Z. Górski)

## Odznaczenia i nagrody
W uznaniu swoich zasług na polu nauki w 2001 została nominowana jako jedna z kilkunastu osób przez International Biographical Centre w Cambridge jako International Scientist of the Year 2001. W tym samym roku została nominowana do tytułu Women of the Year 2001 przez International Board of Research of American Biographical Institute. Ponadto otrzymała:
- Krzyż Kawalerski Orderu Odrodzenia Polski
- Złoty Krzyż Zasługi
- Odznakę Gryfa Pomorskiego
- indywidualną nagrodę II stopnia Ministra Nauki, Szkolnictwa Wyższego i Techniki
- nagrodę zespołową II stopnia Ministra Edukacji Narodowej